# Modelisme ferroviari

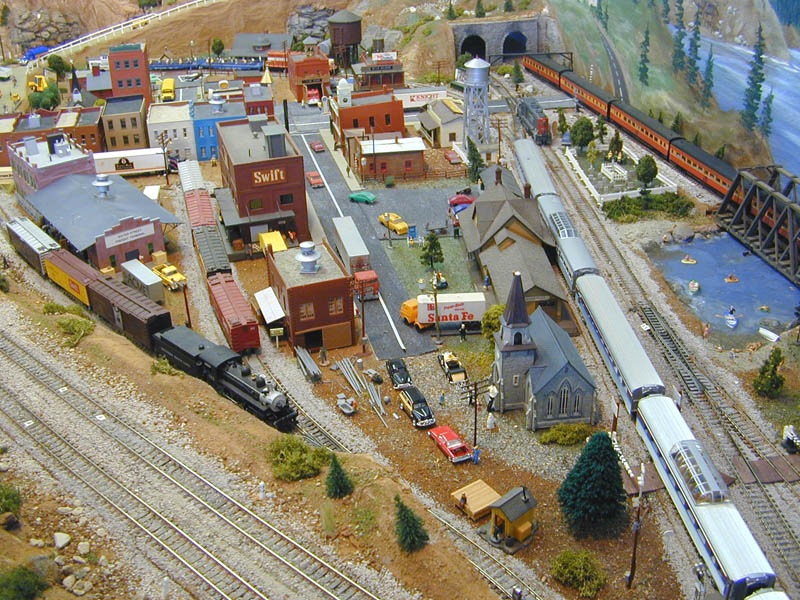
Trens en una maqueta.

El  modelisme ferroviari  és una activitat recreativa que té per objecte imitar a escala trens i els seus entorns. Els trens poden ser estàtics o en moviment. En aquest últim cas, normalment s'utilitza electricitat de baix voltatge (entre 9 i 24 volt s) tant per al moviment com per als accessoris, il·luminació, etc. Durant part del segle XX també han estat populars els de corda i existeixen models de locomotores propulsades per vapor real.

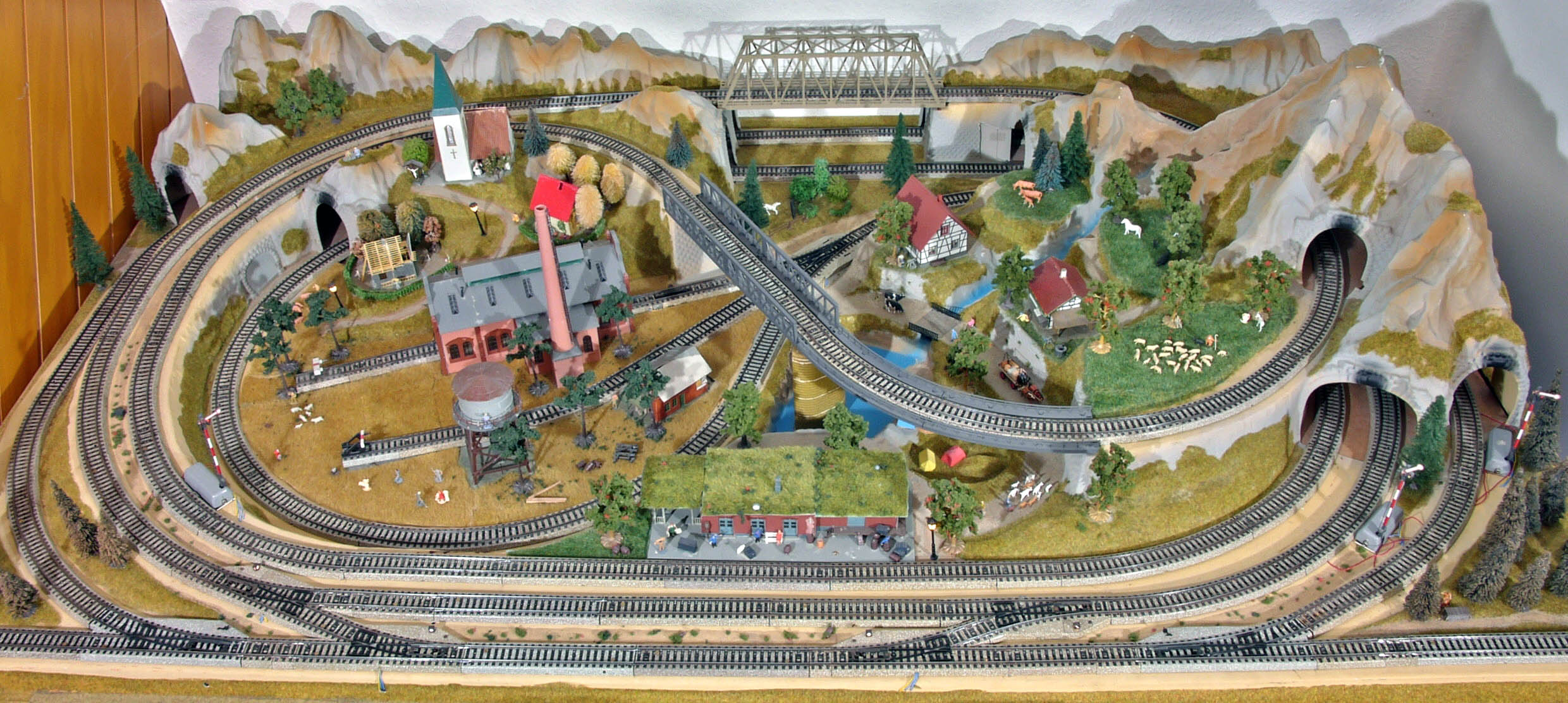
Una maqueta d'escala H0 de 1955.

## Escales
L'escala normalitzada més popular a finals del segle XX i principis del XXI és la H0, seguida de la N. Però hi ha altres escales.
| Escales i amples de vies  |        |                   |
| Nom                       | Escala | Ample de via (mm) |
| G                         | 1:22,5 | 45                |
| I (un)                    | 01:32  | 45                |
| 0 (zero)                  | 1:43,5 | 32                |
| H0 (half zero/mitjà zero) | 1:87   | 16,5              |
| TT                        | 1:120  | 12                |
| N                         | 1:160  | 9                 |
| Z                         | 1:220  | 6                 |
| T                         | 1:450  | 3                 |

Al Regne Unit, les escales habituals són diferents i estan basades en la reducció de mesures imperials a sistema mètric. Se solen anomenar pel nombre de mil·límetres a escala que corresponen a un peu real:
| Escales i amples de via usuals en el Regne Unit |        |                   |
| Nom                                             | Escala | Ample de via (mm) |
| 4 mm (00)                                       | 1:76   | 16,5              |
| N britànica                                     | 1:144  | 9                 |

### Escales i amples de via usuals
Les principals escales normalitzades a Europa:
| Nom                        | Escala               | Ample          | Designació                                       | Ample de via                | Difusió |
| -------------------------- | -------------------- | -------------- | ------------------------------------------------ | --------------------------- | --- |
| 2 o II                     | 1:22,5               | II IIM IIe IIi | Via normal Via mètrica Via estreta Fc industrial | 64 mm 45 mm 32 mm 22,5 mm   | IIM és una escala per a trens a l'aire lliure. També se l'anomena G ( Garden , trens de jardí)                                   |
| 1 o I                      | 01:32                | I Im Ie Ii     | Via normal Via mètrica Via estreta Fc industrial | 45 mm 32 mm 22,5 mm 16,5 mm | La més difosa de les escales grans                                                                                               |
| 0 (pronunciat "zero")      | 01:48, 01:45, 1:43,5 | 0 0m 0e 0i     | Via normal Via mètrica Via estreta Fc industrial | 32 mm 22,5 mm 16,5 mm 12 mm | Avui preferentment en les associacions d'Europa i en maquetes modulars. A Amèrica del Nord segueix estant molt difosa            |
| S abans també H1           | 1:64                 | S Sm Es Si     | Via normal Via mètrica Via estreta Fc industrial | 22,5 mm 16,5 mm 12 mm 9 mm  | Va tenir certa difusió a Europa des de la dècada del 1950 fins als 1980. A Amèrica del Nord té una petita participació de mercat |
| H0 (pronunciat "hac zero") | 1:87                 | H0 H0m H0e H0i | Via normal Via mètrica Via estreta Fc industrial | 16,5 mm 12 mm 9 mm 6,5 mm   | La més difosa a Europa, juntament amb l'ample habitual 00 a Gran Bretanya en lloc del H0, així com a Amèrica del Nord            |
| TT (" Tabletop ")          | 1:120                | TT TTM TTE TTI | Via normal Via mètrica Via estreta Fc industrial | 12 mm 9 mm 6,5 mm 4,5 mm    | Desenvolupada a Amèrica del Nord, difosa a l'Europa oriental, menys a l'Europa occidental, Amèrica del Nord i Japó               |
| N                          | 1:160                | N Nm Ne        | Via normal Via mètrica Via estreta               | 9 mm 6,5 mm 4,5 mm          | A l'Europa occidental, Japó i Amèrica del Nord                                                                                   |
| Z                          | 1:220                | Z Zm           | Via normal Via mètrica                           | 6,5 mm 4,5 mm               | A l'Europa occidental, Japó i Amèrica del Nord                                                                                   |

## Sistemes d'alimentació i control

### Control tradicional
Des dels principis dels trens elèctrics, la velocitat dels trens es controla variant la tensió present en la via, de la qual els motors dels mateixos prenen la seva alimentació. Hi ha dos sistemes principals: L'anomenat de dos carrils, de corrent continu, i el de tres carrils, de corrent altern.
El sistema de dos carrils usa corrent continu i alimenta les locomotores i vagons per un dels carrils i retorna per l'altre. Els carrils tenen, per tant, polaritat. Variant aquesta polaritat s'aconsegueix invertir el sentit de la marxa.
El sistema de tres carrils utilitza corrent altern que alimenta pels carrils de circulació d'una banda i té un tercer carril central, entre ells, per a la tornada. Atès que el corrent altern no té una polaritat constant, per invertir el sentit de la marxa s'envia a la locomotora una sobretensió d'aproximadament 20 a 24 volts que activa un mecanisme mecànic o electrònic d'inversió.
Les locomotores de dos carrils i les de tres carrils no són compatibles entre si. Els vagons poden ser-ho, d'acord amb les següents regles:
- Els vagons amb presa en tres carrils en vies de presa en dues funcionaran si les seves rodes estan aïllades i no porten cap presa d'alimentació per a llums, etc.
- Els vagons de dos carrils en vies de tres funcionen sempre, però en cas d'estar dotats d'il·luminació, aquesta no funcionarà.

### Control electrònic

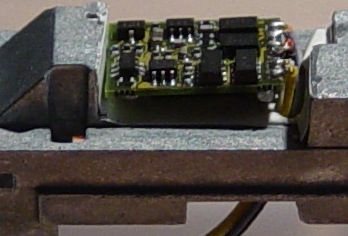
Xassís d'una locomotora escala N amb decodificador DCC.

A mitjans dels 90, es van començar a popularitzar els sistemes de control basats en l'electrònica i, actualment, s'ha passat als que usen microcontroladors. Aquest sistema s'ha normalitzat en gran part gràcies a la [1] (North American Model Railways Association, o associació nord-americana de modelisme ferroviari). Els sistemes normalitzats reben el nom genèric de DCC (Digital Command Control). El sistema requereix que les locomotores tinguin instal·lat un circuit electrònic capaç de moure el motor o els accessoris (llums, generadors de fum, etc.) D'acord amb les ordres digitals rebudes per la via mitjançant circuits electrònics. El circuit de la locomotora rep el nom de decodificador, i l'operació de instal·lar-ho se sol denominar "digitalitzar".
Els sistemes DCC també existeixen en versions de dues i de tres carrils. A diferència dels sistemes tradicionals, el tipus de corrent que circula per la via pot ser en ambdós casos la mateixa. En realitat els sistemes de dos i tres carrils tradicionals tenien cadascun els seus avantatges en la manera de moure les composicions de maneres diferents en el mateix circuit. Els sistemes digitals porten el control individualitzat mitjançant microcircuits, independentment del sistema d'alimentació.
Pel que fa al sistema de control tradicional, el control DCC presenta les següents avantatges:
- Pot controlar independentment diverses locomotores en la mateixa via, molt a prop unes de les altres.
- Locomotores i vagons poden mantenir enceses les seves llums i altres accessoris mentre estan detinguts, i la seva intensitat no varia amb la velocitat.
- Pot controlar també altres accessoris, com desviaments, desenganxats, etc.
- Permet altres possibilitats de joc, com grues funcionals i altres accessoris elèctrics alimentats per la mateixa font que el ferrocarril.

Els inconvenients del sistema DCC enfront del tradicional són:
- Necessitat de digitalitzar totes les locomotores, alguna cosa especialment difícil amb locomotores antigues o de les escales més petites.
- Major complexitat per a la comprensió del seu funcionament i per a la seva operació.

## Història
Els seus orígens es remunten a finalitats del segle xix d'acord amb l'aparició de joguines enginyoses que apliquessin les tecnologies noves, amb el que es dissenyen uns trens petits fabricats en xapa de ferro i moguts per un motor elèctric. En la Fira de Leipzig de 1891, Märklin va presentar la primera locomotora funcional a escala de la història (1.32 o escala 1). Construïda en hojalata, tenia un mecanisme de rellotge de corda que li permetia posar-se en moviment sobre rieles i circular sobre ells. Carlisle i Finch van presentar la primera composició d'un tren complet amb motor elèctric en 1897. A principis del segle XX Joshua Lionel Cowen va crear un tren elèctric per a l'aparador del seu juguetería, però va rebre tantes peticions que l'atracció publicitària va acabar per convertir-se en un clàssic de la indústria juguetera.